# Нуринер
Нурине́р (тат. Нөнәгәр) — село в Балтасинском районе Республики Татарстан, административный центр Нуринерского сельского поселения.

## География
Село находится на границе с Кировской областью, в 34 км к северо-востоку от районного центра, посёлка городского типа Балтаси.

## Название
Происходит от типично марийского языка от "Нур", что марийском языке это обозначает «поле, вырубка, земля, участок, голое поле, безлесное пространство » и "эҥер - река" (инер, энер).

## История
В окрестностях села обнаружено Нуринерское местонахождение (эпохи неолита и поздней бронзы).
Село известно с 1664 года (по другим сведениям, с 1615 года). В дореволюционных источниках упоминается также под названием Верхний Чутай.
В XVIII – первой половине XIX века жители относились к категории государственных крестьян. Основные занятия жителей в этот период – земледелие и скотоводство, были распространены кузнечный и печной промыслы, пчеловодство, охота, извоз.
В «Списке населенных мест по сведениям 1859—1873 годов», изданном в 1876 году, населённый пункт упомянут как казённая деревня Нуринерь (Четай верхний) Малмыжского уезда Вятской губернии. Располагалась при речке Кугуборке, по левую сторону Сибирского почтового тракта, в 15 верстах от уездного города Малмыжа. В деревне, в 175 дворах жили 1060 человек (526 мужчин и 534 женщины), были мечеть, сельское управление.
В начале XX века в селе располагалось волостное правление, функционировали 2 мечети, 2 медресе (1891 года и 1911 года), мектеб для мальчиков (1908 года), 3 водяные мельницы. В этот период земельный надел сельской общины составлял 2560,8 десятины.
В 1918 году в селе открыта начальная школа. В 1929 году в селе организован колхозы «Кызыл Нуринер». В 1930-е годы в селе открыта изба-читальня, в 1936 году – детский сад.
До 1920 года село являлось центром Нижне-Четаевской волости Малмыжского уезда Вятской губернии. С 1920 года в составе Арского кантона ТАССР. С 10 августа 1930 года в Тюнтерском (со 2 марта 1932 года — Балтасинский), с 4 августа 1938 года в Ципьинском, с 16 июля 1958 года в Балтасинском, с 1 февраля 1963 года в Арском, с 12 января 1965 года в Балтасинском районах.

## Население
| 1859 | 1884 | 1905 | 1920 | 1926 | 1938 | 1949 | 1958 | 1970 | 1979 | 1989 | 2002 | 2010 | 2015 |
| ---- | ---- | ---- | ---- | ---- | ---- | ---- | ---- | ---- | ---- | ---- | ---- | ---- | ---- |
| 1160 | 1329 | 1616 | 1916 | 1800 | 1511 | 1051 | 921  | 1070 | 949  | 926  | 920  | 910  | 931  |

Национальный состав села: татары.

## Известные уроженцы
К. З. Тумашева (1903– 1978) – актриса, режиссёр, заслуженный деятель искусств ТАССР.
Раяз Фасихов 1983 г.р- певец, Народный артист РТ.

## Экономика
Жители работают преимущественно в ООО «Нуринер», сельскохозяйственном производственном кооперативе «Кызыл юл», занимаются полеводством, молочным скотоводством, свиноводством.

## Социальные объекты
В селе действуют средняя школа, дом культуры (с 1971 года), библиотека, детский сад, фельдшерско-акушерский пункт.

## Религиозные объекты
Мечеть (с 1999 года).